# Uvaria caffra
Uvaria caffra este o specie de plante angiosperme din genul Uvaria, familia Annonaceae, descrisă de Ernst Meyer și Otto Wilhelm Sonder. Conform Catalogue of Life specia Uvaria caffra nu are subspecii cunoscute.